# Ленюк Олег Олегович
Олег Олегович Ленюк (6 квітня 1999, м. Чернівці — 15 травня 2022, м. Харків) — український спортсмен зі спортивного орієнтування, майстер спорту України, член збірної України зі спортивного орієнтування. Віце-чемпіон Європи та чемпіон України зі спортивного орієнтування. Срібний призер чемпіонату Європи серед юніорів з рогейну. Молодший лейтенант підрозділу Збройних Сил України, учасник російсько-української війни, який загинув у ході російського вторгнення в Україну.

## Життєпис
Народився 6 квітня 1999 року в сім'ї спортсмена та з дитинства захоплювався спортивним орієнтуванням. До восьми років він сам долав дистанції, а п'ятнадцять років зміг виграти чемпіонат області серед дорослих.
Крім звичайного спортивного орієнтування захоплювався 24-годинною орієнтуванням вплинув на вибір (рогейном). В 2020 він отримав срібну медаль на чемпіонаті Європи серед юніорів. У тому року йому було присвоєно звання майстра спорту України.
У 2022 році закінчив навчання в Чернівецькому національному університеті імені Юрія Федьковича та отримав диплом магістра на кафедрі математичних проблем управління та кібернетики.
Здійснював розробки програмного забезпечення. З 24 лютого після нападу росіян на територію України записався в армію і з 1 березня почав служити в окремій роті охорони при батальйоні тероборони у званні молодшого лейтенанта Збройних Сил України. 7 квітня 2022 року його було призначено командиром 2-го артилерійського взводу 2-ї артилерійської батареї 1-го артилерійського дивізіону Окремої президентської бригади імені гетьмана Богдана Хмельницького.
Згідно з повідомленням Федерації спортивного орієнтування України, військовослужбовець загинув у боях із російськими окупантами поблизу м. Харкова.

## Нагороди
- орден «Богдана Хмельницького» III ступеня (2022, посмертно) — за особисту мужність і самовіддані дії, виявлені у захисті державного суверенітету та територіальної цілісності України, вірність військовій присязі.